# Angel Gastelú
Ángel Gaztelu Gorriti, né le 19 avril 1914 à Puente la Reina (Espagne) et mort le 29 octobre 2003 à Miami (Floride), est un prêtre et poète cubain –  l'une des principales figures du groupe Orígenes qui marqua l'histoire littéraire de Cuba au milieu des années 1940.